# 視窗系統

基于窗口系统的图形用户界面的层次

显示服务器（此处称为 Wayland 合成器）是窗口系统的核心组件。它通过显示服务器协议与其客户端进行通信。

窗口的典型元素。窗口装饰由窗口管理器 (X11) 或客户端 (Wayland) 绘制。内容的绘制是客户端的任务。

視窗系統（英語：windowing system）是以使用視窗作爲主要特徵之一的圖形使用者介面的構成元件。更為明確地說，它是桌面環境的構成元件。視窗系統支撐著視窗管理員的實作（implementation）；视窗系统为圖像硬體（graphics hardware）、指向裝置（pointing devices）提供基本支持。繪製滑鼠游標，一般也與視窗系統相關。
從程式設計師的觀點來看，視窗系統實作出繪圖的基本單位，像是字型繪製，或是在螢幕上劃線，有效地提供繪圖硬體的一種抽象概念。
視窗系統能讓電腦使用者同時讓數個程式工作。每個程式在他自己的視窗中執行，不互相干擾也就是螢幕上的矩形之中。大部份的視窗系統允許視窗重疊，且提供使用者執行標準的操作，像是移動/改變視窗尺寸，把視窗送到前景/背景，和最小化/最大化一個視窗。其他還有像是拉著視窗碰撞某個邊改變視窗尺寸等。
有些視窗系統，比如说X窗口系统，擁有先進的網路穿透性能力，允許使用者在遠端機器上執行圖形化的應用程式。

## 技术细节
任何窗口系统的主要组件通常称为显示服务器，尽管也使用诸如窗口服务器或合成器之类的替代名称。任何在窗口中运行并呈现其 GUI 的应用程序都是显示服务器的客户端。显示服务器及其客户端通过应用程序编程接口(API)或通信协议(通常称为显示服务器协议)彼此通信，显示服务器是客户端和用户之间的中介。它接收来自内核的所有输入，内核从所有连接的输入设备（例如键盘、指点设备或触摸屏）接收这些输入，并将其传输到正确的客户端。显示服务器还负责将客户端输出到计算机显示器。声音的输出通常不由显示服务器管理，但音量通常通过 GUI 小程序处理，并且由显示服务器决定哪些应用程序位于顶部。窗口系统使计算机用户能够同时使用多个程序。每个程序都在自己的窗口中呈现其 GUI，该窗口通常是屏幕的矩形区域。
从程序员的角度来看，窗口系统实现图形基元。例如：渲染字体或在屏幕上绘制线条。它提供了图形硬件的抽象，供图形界面的高级元素（例如窗口管理器）使用。
显示服务器协议可以是网络功能，甚至是网络透明的，从而有助于实现瘦客户端。

## 窗口系统列表

### 類Unix作業系統
- 81/2,rio及Plan 9
- Fresco/Berlin
- FBUI
- HP Windows/9000
- ManaGeR（MGR）
- Metisse
- MicroXwin（X Window）
- NeWS / OpenWindows
- NeXT DPS
- Qtopia
- Quartz Compositor（Mac OS X）
- SunView
- Twin（Text WINdows）
- Wayland
- X Window System
- Xynth
- XFast
- Y Window System

### 其他作業系統
- DM
- GEM
- OPIE
- Intuition
- Microwindows
- MiniGUI
- OOHG
- Microsoft Windows
- Mac OS
- Palm OS

### Web作業系統
- Dojo
- ExtJS
- TIBCO General Interface
- WebWM

作業系統，如微軟的Windows，蘋果的Mac OS（Version 9或早期）以及Palm OS包含一個與作業系統相集成的視窗系統。